# ظافر يوسف
ظافر يوسف (مواليد طبلبة ، تونس عام 1967) مغني ومؤلف موسيقي وعازف عود. يعتبر موسيقي بارز في مجال الجاز، الموسيقى العالمية والموسيقى العربية أيضًا. بدأ اهتمامه بالموسيقى في سن مبكرة، حيث استمع سرًا إلى موسيقى الجاز خلال دراسته في مدرسة قرآنية. انتقل إلى أوروبا عام 1990 ليبدأ مسيرتته المهنية، وعاش غالبًا في باريس وفيينا. يُعرف بدمجه بين الارتجال الصوتي والآلي، مما يخلق اتصالًا روحيًا عميقًا مع جمهوره.

## أسلوبه وأعماله الموسيقي
أصدر ظافر يوسف تسعة ألبومات منفردة، وقد أُشيد بالبوماته مثل "Diwan of Beauty and Odd" و"Sounds of Mirrors". في مسيرته، قدم أعمالًا مع فنانين مثل باولو فريسو، إيفيند آرست، وأمبروز أكينموسير. بالإضافة إلى ذلك، كان ضيفًا في مشاريع موسيقية مثل ألبوم الفنان النرويجي بوغي ويسيلتوفت. في عام 2023، أصدر ألبومه الأخير "Street of Minarets"، الذي تم تسجيله في لوس أنجلوس بمشاركة عدد من الموسيقيين العالميين. بالإضافة إلى عمله في مجال الجاز، تعاون مع عدد من الفنانين المرموقين مثل زاكير حسين، جون هاسيل وهيربي هانكوك.
كما يعتبر يوسف من أبرز سفراء "ميوزيك ترافيلر" وهي منصة تهدف إلى تعزيز التواصل الثقافي عبر الموسيقى. إلى جانب فنانين مثل بيلي جويل وهانس زيمر، يمثل ظافر يوسف الثقافة الموسيقية العربية في هذا المشروع. كما قام بتسجيل ألبوم "Electric Sufi" في عام 2001 مع أعضاء من فرقة "Sugar Hill Gang" و"Tackhead"، مما أضاف له بعدًا موسيقيًا جديدًأ جمع بين الجاز والموسيقى الإلكترونية. في عام 2015 افتتح مشروع "Sligo Jazz" في إيرلندا، ليواصل استكشاف آفاق جديدة في عالم الجاز والموسيقى العالمية.
في يناير/كانون الثاني 2023 تم إصدار ألبومه الأخير "Street of Minarets". تم تسجيل الألبوم في "Sunset Sound Records" في لوس أنجلوس، بمشاركة هيربي هانكوك، ماركوس ميلر، ديف هولاند، فيني كولايوتا، نغوين لي وأمبروز أكينموسير.

## روابط خارجية
- ظافر يوسف على موقع IMDb (الإنجليزية)
- ظافر يوسف على موقع ألو سيني (الفرنسية)
- ظافر يوسف على موقع ميوزك برينز (الإنجليزية)
- ظافر يوسف على موقع أول موفي (الإنجليزية)
- ظافر يوسف على موقع أول ميوزيك (الإنجليزية)
- ظافر يوسف على موقع ديسكوغز (الإنجليزية)